# 内田ことこ
内田 ことこ（うちだ ことこ、本名・旧登録名：内田 琴子〈読み同じ〉、2002年10月4日 - ）は、北海道空知郡南幌町出身の日本の女子プロゴルファー。加賀電子所属。

## 経歴
ゴルフ好きの父に影響をうけて6歳からゴルフを始める。2014年『北海道高等学校ゴルフ選手権』小学生の部で優勝。中学生では2015年の『北海道高等学校・中学校ゴルフ選手権春季大会』や2016年の『北海道ジュニアゴルフ選手権』女子12～14歳の部で優勝を飾る。
北海学園札幌高等学校に進学すると2018年の『北海道女子アマチュアゴルフ選手権』や2019年の『全国高校ゴルフ選手権北海道大会』で優勝し、同年の『日本女子アマチュアゴルフ選手権』では10位に入る。
高校卒業後、2021年6月のプロテストに一発合格し、93期生として日本女子プロゴルフ協会に入会。同協会には2018年のレジェンズツアー「シブヤカップ」を優勝している同姓同名の内田琴子がいたため、同年9月21日より登録名を内田ことこと平仮名表記にすることが発表された。プロ初年度はJLPGAツアーに4試合出場し、すべて予選落ちとなるも、12月の『JLPGA新人戦 加賀電子カップ』で通算4アンダーとし、同学年で同じくプロテストに一発合格した同期の桑木志帆とのプレーオフに臨んだが、1ホール目で敗れて2位となる。
2022年2月18日、加賀電子株式会社と所属契約を結んだことを発表した。
2023年4月22日、『フジサンケイレディスクラシック』2日目9番パー3で初のホールインワンを達成。
2025年は7月の『ミネベアミツミ レディス 北海道新聞カップ』で最終日に2打差の首位から出て、6バーディー3ボギーの「69」で回り、通算16アンダーで2位に6打差をつけ、初日から首位を守り切ってツアー初優勝を地元で飾る。完全優勝での初優勝は史上44人目、4日間大会のみだと2010年『日本女子オープン』の宮里美香以来、15年ぶり5人目（日本人選手では3人目）の快挙。北海道出身による地元優勝も、2023年の『ニトリレディス』を制した菊地絵理香以来4人目となった。

## トーナメント優勝

### ツアー優勝

#### JLPGAツアー（1）
| No. | Date                | Tournament                               | スコア                 | 2位との差 | 2位（タイ）                |
| --- | ------------------- | ---------------------------------------- | ---------------------- | --------- | -------------------------- |
| 1   | 2025年6月6日-6月8日 | ミネベアミツミ レディス 北海道新聞カップ | −16（66-65-72-69=272） | 6打差     | 仲村果乃 泉田琴菜 山城奈々 |